# Metropolia mordowska
Metropolia mordowska – jedna z metropolii Rosyjskiego Kościoła Prawosławnego. W jej skład wchodzą trzy eparchie: eparchia sarańska i mordowska, eparchia ardatowska oraz eparchia krasnosłobodska. Administratura obejmuje terytorium Republiki Mordowii.
Erygowana przez Święty Synod Rosyjskiego Kościoła Prawosławnego w październiku 2011. Jej pierwszym ordynariuszem został metropolita sarański i mordowski Warsonofiusz (Sudakow). W 2014 zastąpił go arcybiskup Zenobi (Korzinkin), który otrzymał następnie godność metropolity.